# Herz-Jesu-Sühnekirche (Wien)

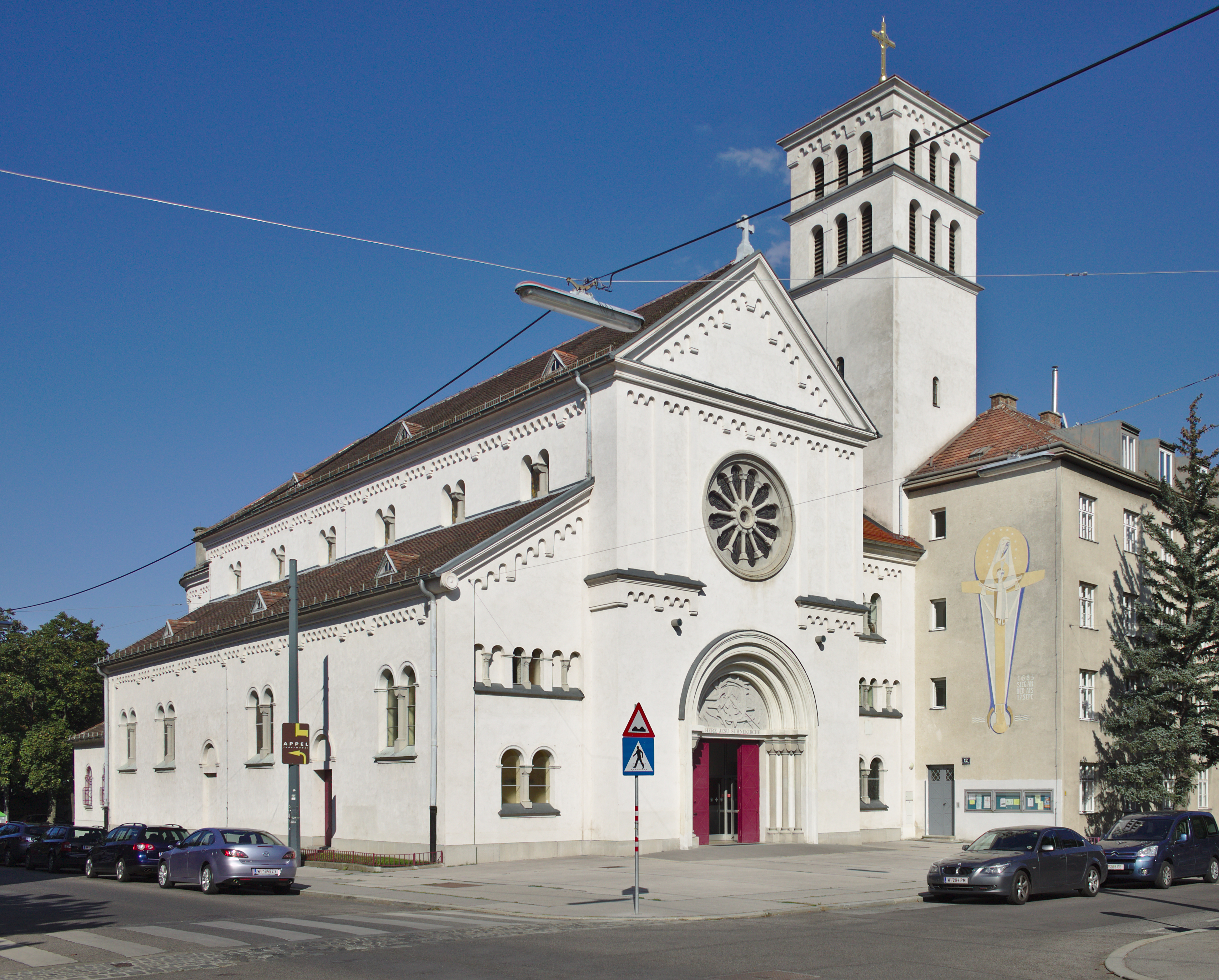
Die Herz-Jesu-Sühnekirche

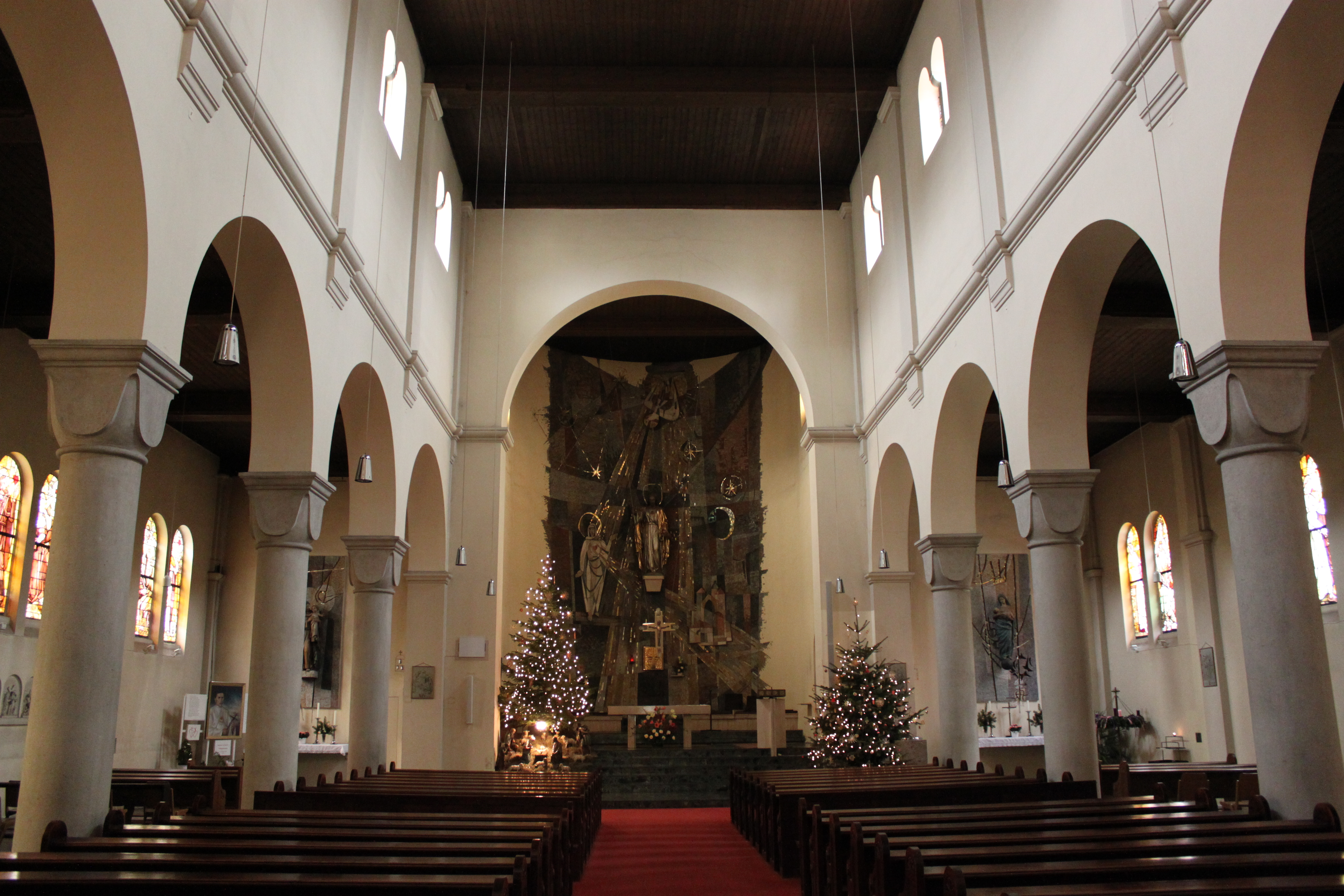
Der Innenraum der Herz-Jesu-Sühnekirche

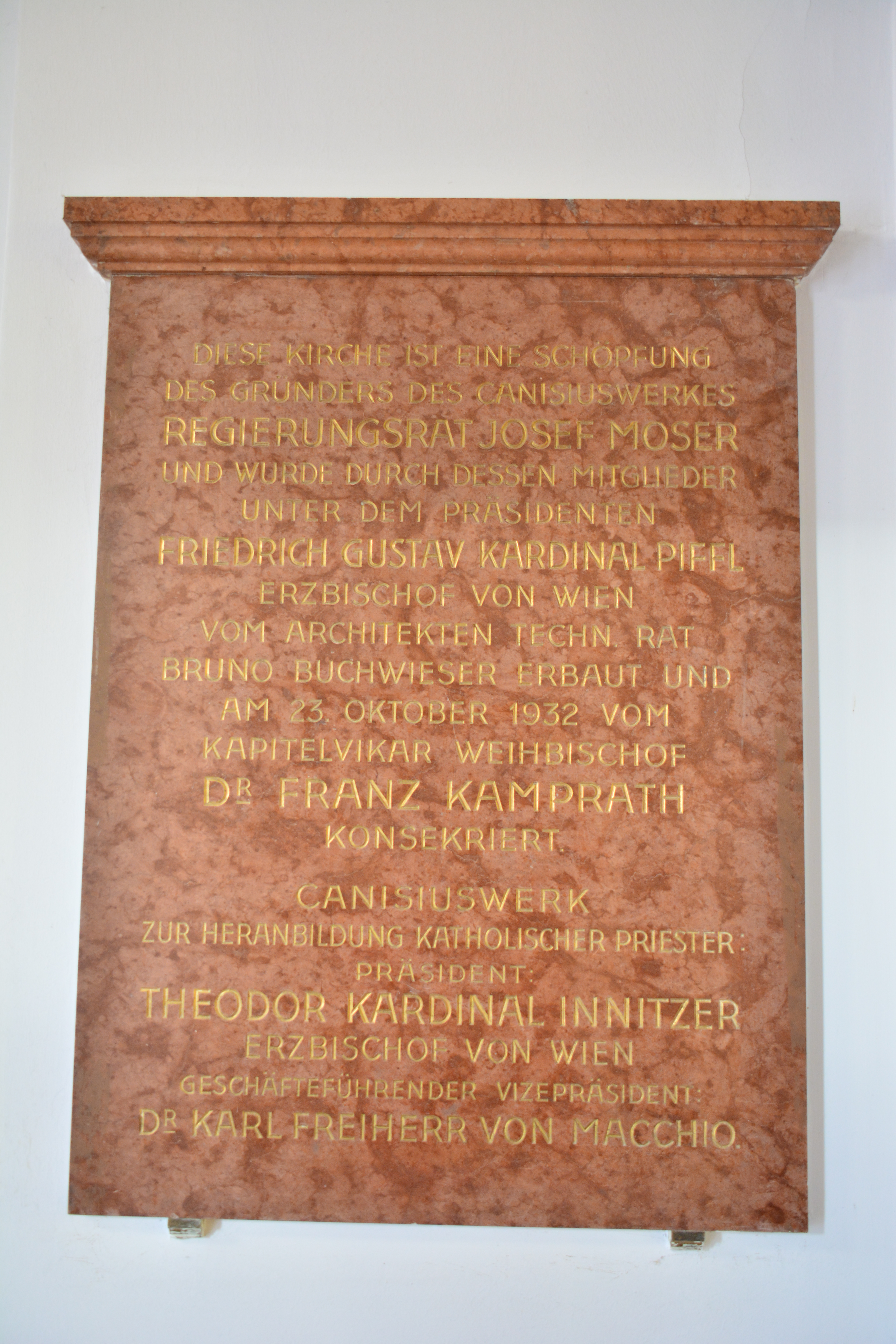
Gedenktafel für den Bau der Kirche

Die Herz-Jesu-Sühnekirche ist ein römisch-katholisches Kirchengebäude im 17. Wiener Gemeindebezirk Hernals. Sie ist den heiligsten Herzen Jesu und Mariä geweiht.

## Lage und Architektur
Die denkmalgeschützte Herz-Jesu-Sühnekirche befindet sich im Bezirksteil Dornbach an der nordwestlichen Ecke des Dr.-Josef-Resch-Platzes beim Hernalser Friedhof. Sie wurde 1931/32 nach Plänen des Architekten Bruno Buchwieser senior erbaut. Ihr neuromanischer Stil in Form einer Basilika ist ein Rückgriff auf den Historismus. Das Betonrelief im Tympanon über dem Stufenportal unter dem großen Radfenster wurde um 1960 eingesetzt und zeigt die Herzen Jesu und Mariä.
Das Langhaus ist dreischiffig. In der Vorhalle befinden sich zwei Kapellen: die Familien-Kapelle und die Krieger-Kapelle. Die Ausstattung und Einrichtung der Kirche sind schlicht gehalten. Der Altarraum und weitere Elemente wurden in den 1950er Jahren von Ernst Bauernfeind neu gestaltet.

## Geschichte

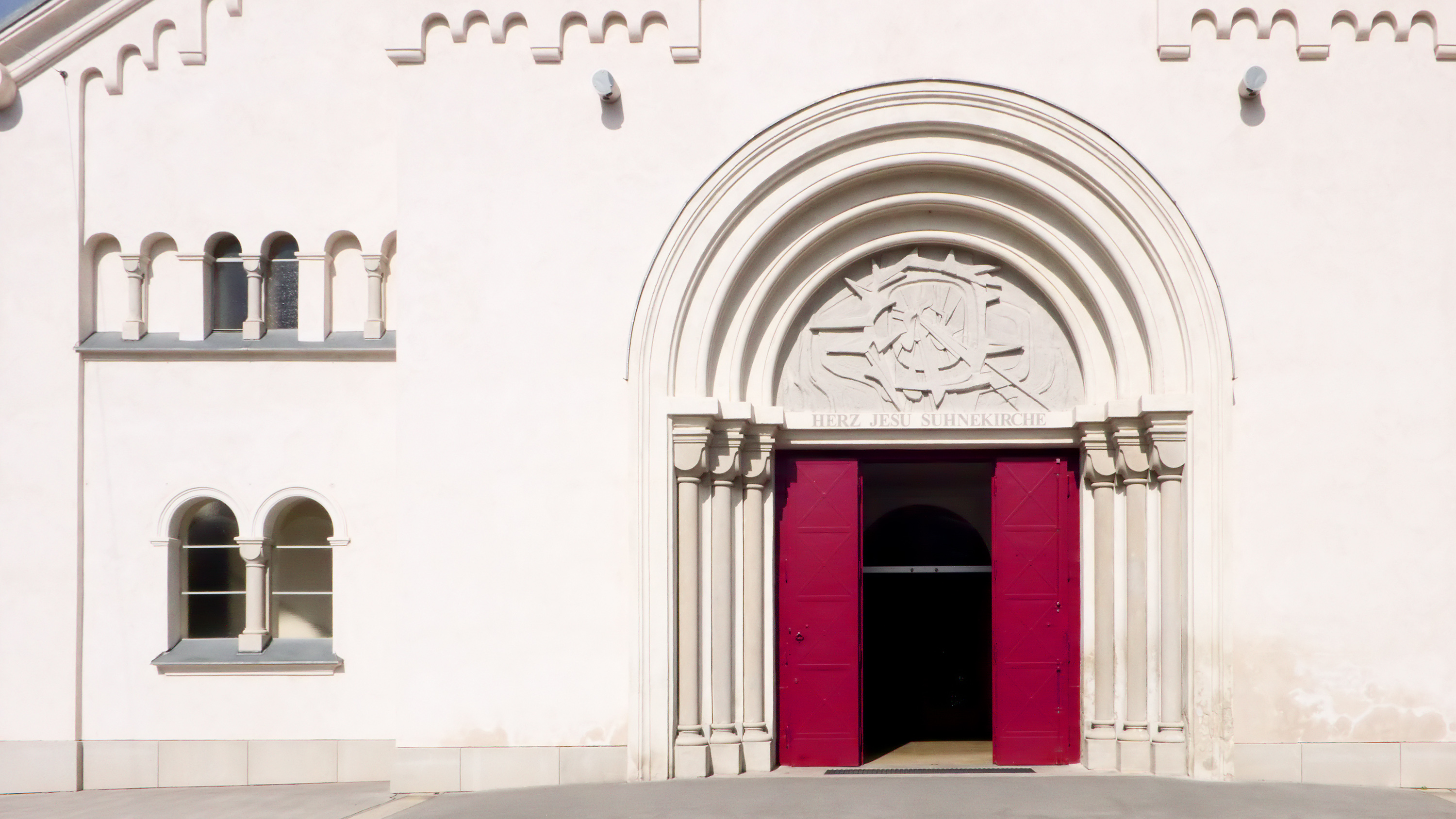
Das Portal der Kirche

Die Herz-Jesu-Sühnekirche steht am Frauenfeld, wo 1683 bei der Schlacht am Kahlenberg der entscheidende Durchbruch der Truppen von König Johann III. Sobieski gegen die osmanischen Belagerer Wiens stattfand. Der König führte eine Abbildung der Schwarzen Madonna von Częstochowa mit sich, weshalb Papst Innozenz XI. zur Erinnerung an den Sieg den Festtag Mariä Namen verbindlich einführte. In der Sühnekirche wird Mariä Namen als spezifisches Hernalser Fest gefeiert.
Erbaut wurde die Herz-Jesu-Sühnekirche im Auftrag des Canisiuswerks. 1933 wurde sie der Kongregation von den Heiligsten Herzen Jesu und Mariens als Rektoratskirche übertragen. Der Pfarrhof am Dr.-Josef-Resch-Platz 12 wurde ebenfalls um 1933 erbaut und nach dem Zweiten Weltkrieg verändert und aufgestockt. Die Pfarre Sühnekirche wurde 1937 selbstständig und ist heute eine von vier Pfarren im Stadtdekanat 17. 1991 wurde ein neues Apsismosaik von Ernst Bauernfeind angebracht.

## Orgel

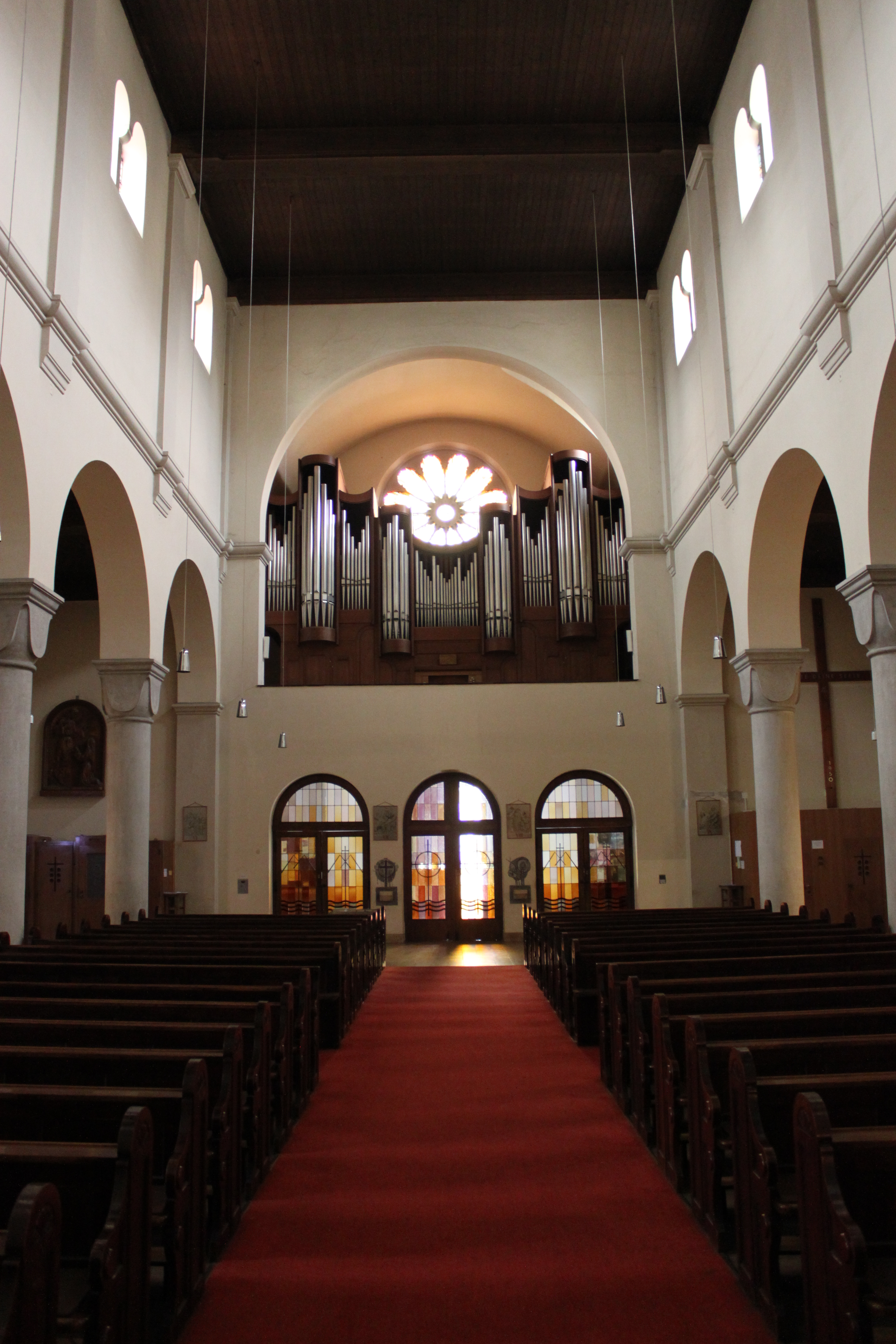
Innenraum der Sühnekirche mit Blick Richtung Orgel

Ebenfalls 1991 erhielt die Kirche eine neue Orgel der Firma Orgelbau Eisenbarth aus Passau, ein Instrument im französischen Orgelstil mit 2 Manualen und Pedal.
| I Grand Orgue C–c4 |                     |         |     |
| 1.                 | Bourdon             | 16′     |     |
| 2.                 | Montre              | 08′     |     |
| 3.                 | Flûte harmonique    | 08′     |     |
| 4.                 | Bourdon             | 08′     |     |
| 5.                 | Salicional          | 08′     |     |
| 6.                 | Prestant            | 04′     |     |
| 7.                 | Flûte conique       | 04′     |     |
| 8.                 | Doublette           | 02′     |     |
| 9.                 | Cornet I-V          |         | (A) |
| 10.                | Quinte (vorab Nr.9) | 02 ⁄3′0 | (A) |
| 11.                | Fourniture V        | 01 ⁄3′  | (A) |
| 12.                | Trompette           | 08′     | (A) |

| II Récit expressif C–c4 |                           |         |     |
| 13.                     | Flûte à Pavillon          | 08′     |     |
| 14.                     | Cor de nuit               | 08′     |     |
| 15.                     | Viole de Gambe            | 08′     |     |
| 16.                     | Voix célestes             | 08′     |     |
| 17.                     | Flûte octaviante          | 04′     |     |
| 18.                     | Nasard                    | 02 ⁄3′0 | (A) |
| 19.                     | Octavin                   | 02′     |     |
| 20.                     | Tierce                    | 01 3⁄5′ |     |
| 21.                     | Piccolo                   | 01′     |     |
| 22.                     | Plein jeu harmonique II-V | 02′     | (A) |
| 23.                     | Cor anglais               | 16′     | (A) |
| 24.                     | Trompette harmonique      | 08′     | (A) |
| 25.                     | Hautbois                  | 08′     |     |
| 26.                     | Clairon                   | 04′     |     |
|                         | Tremblant                 |         |     |

| Pédale C–g1 |               |          |     |
| 27.         | Contrebasse   | 16′      |     |
| 28.         | Soubasse      | 16′      |     |
| 29.         | Grosse Quinte | 10 2⁄3′0 | (A) |
| 30.         | Flûte         | 08′      |     |
| 31.         | Violoncello   | 08′      |     |
| 32.         | Prestant      | 04′      |     |
| 33.         | Bombarde      | 16′      |     |
| 34.         | Trompette     | 08′      |     |

- Koppeln: II/I, I/P, II/P
- Spielhilfen: Appels – Sperrschleifen für die mit (A) gekennzeichneten Register